# Алтайский ботанический сад
Алтайский ботанический сад — ботанический сад Комитета науки Министерства науки и высшего образования. Расположен в городе Риддер. Инициатор и создатель сада — Петр Александрович Ермаков

## История
В 1933 году экспедиция Всесоюзного института кормов под руководством Петра Ермакова исследовала флору востока Казахстана. Вернувшись из экспедиции, П. А. Ермаков написал служебную записку академику Б. А. Келлеру, где обосновал, ссылаясь на флористическое богатство края, необходимость создания ботанического сада в городе Риддере. 7 января 1934 года на заседании президиума Казахстанского филиала Академии наук СССР (КФАН) был рассмотрен вопрос «Об организации ботанического сада». Идея создания ботанического сада была одобрена учёными президиума, Петру Ермакову была объявлена благодарность. Он был утверждён заведующим Алтайским ботаническим садом. На заседании была утверждена программа работ сада, но юридически началом организации сада следует считать 1935 год. Пётр Ермаков подобрал участок в 80 га на юго-восточной окраине города Риддера, в том числе пахотных земель 23,16 га, выгона каменистого 25,32 га, выгона с кустарниками 28,13 га, леса 1,37 га, неудобных земель 2,64 га. Отвод данных земель для организации ботанического сада был утверждён решением Риддерского городского совета от 9 декабря 1935 года.
При выборе места под сад были учтены его защищенность Сокольной сопкой от промышленных газов, его разнообразный рельеф, типичные для Алтая почвы и наличие водных ресурсов. Сад расположен на южных отрогах большой Сокольной сопки на восточной окраине широкой Риддерской долины, в пойме реки Быструхи.
В сезон 1935 года были проведены первые работы по сбору гербария и семян, осенью 1935 года произведена раскорчёвка участка и вспашка. С весны 1936 года Алтайский ботанический сад впервые приступил к посевам и посадкам древесных, кустарниковых, плодово-ягодных, овощных и кормовых растений.
Решением президиума Риддерского горсовета 8 января 1937 года ботаническому саду было дополнительно отведено 40 га земли.
В 1935 году Алтайский ботанический сад начинал свою работу с четверых человек: заведующий ботаническим садом — один, практиканты — двое, сторож — один.
Постановлением Совета народных комиссаров Казахской ССР от 6 декабря 1944 года № 689 «О структуре КазФАН ССР на 1945 год» была утверждена структура Казахского ФАН ССР на 1945 год и штатные расписания институтов Казахского ФАН СССР. Алтайский ботанический сад был передан в Институт ботаники на самостоятельном балансе.
Постановлением общего собрания Академии наук Казахской ССР от 27 января 1965 года № 5 «Об организации Главного ботанического сада Академии наук Казахской ССР» на базе Алма-Атинского ботанического сада и Института ботаники был организован «Главный ботанический сад Академии наук Казахской ССР» на правах научно-исследовательского института. «Алтайский ботанический сад» был передан в подчинение Главного ботанического сада и переименован в «Алтайский филиал Главного ботанического сада АН КазССР».
В 1995 году проведена регистрация и утверждение границ землепользования Алтайского ботанического сада. После уточнения границ землепользования решением главы Лениногорской городской администрации от 10 июля 1995 года за Алтайским ботаническим садом закреплено 154,2 га (акт на право постоянного землепользования № 398 от 15.09.1995).
Пётр Александрович Ермаков умер 13 мая 1944 года на рабочем месте и был похоронен на территории Алтайского ботанического сада.
16 февраля 1995 года восьмая сессия Лениногорского городского маслихата-собрания депутатов постановила присвоить Петру Александровичу Ермакову за особые заслуги перед городом звание «Почётный гражданин города Лениногорска». Улица, где расположена контора Алтайского ботанического сада, названа именем Ермакова.
В 1999 году приказом Министерства науки-Академии наук Республики Казахстан за № 1 "О реализации постановления Правительства Республики Казахстан от 25 декабря 1998 г № 1335 «Вопросы учреждений-администраторов программ, финансируемых из государственного бюджета» научно-исследовательские институты были преобразованы в Республиканские государственные предприятия.
В приложении приказу Министерства науки-Академии наук Республики Казахстан от 26 января 1999 года № 13 «О перерегистрации преобразуемых учреждений», подлежащих перерегистрации в государственные предприятия под № 104 указан Алтайский ботанический сад.
Постановлением Правительства Республики Казахстан от 5 июля 2000 года № 1018, приказом Министерства образования и науки от 2 августа 2000 г. № 807 РГКП «Алтайский ботанический сад» преобразован в самостоятельное предприятие на правах научно-исследовательского института.
В 2005 году внесён в официальный государственный перечень объектов Особо охраняемых природных территорий Республиканского значения.
Ныне Республиканское государственное предприятие на праве хозяйственного ведения «Алтайский ботанический сад» Комитета науки Министерства науки и высшего образования Республики Казахстан. 
В настоящее время территория ботанического сада составляет 154,2 га, располагается на юго-восточной окраине Риддера и имеет разнообразный рельеф: от поймы реки Быструхи до скальных склонов хребта Ивановского.

## Структура сада
Структура сада состоит из отделов цветоводства, природной флоры, плодоводства, дендрария и репродукционного питомника.

## Коллекционный фонд
Уникальный коллекционный фонд живых, растений Алтайскою ботанического сада, который представлен 3745 видами, формами, сортами, образцами; из них в дендрарии произрастает 619 биогрупп, коллекция плодово-ягодных культур состоит из 342 видов, форм, сортов, цветочно-декоративные растения представлены 2220 таксонами, из них 1445 видов, форм, образцов — представители природной флоры, 775 — инорайонные интродуценты культурной флоры, лекарственные — 169 видов, 340 образцов, коллекция редких и исчезающих растений — 90 видов, 286 образцов.

## Заповедная зона
Занимает площадь 51,5 га склонах горы Белкина. Заповедная зона Алтайского ботанического сада представляет естественную экологическую систему, растительный фитоценоз которой образован 400 видами высших цветковых растений. В заповедной зоне 17,5 га занимают типичные для региона природные растительные сообщества и 34 га — естественные экологические системы, где произрастает 16 видов редких растений.

## Научная зона
Включает экспериментальные участки с коллекционными научными фондами живых растений и интродукционные питомники для размножения, культивирования и селекции растений. Общая площадь — 30,55 га.

### Экспозиционная зона
1. Экспозиция природной флоры — 4 га; интродукционный семенной питомник — 0,03 га.
2. Экспозиция древесных и кустарниковых растений (дендрарий) — 12 га; интродукционный питомник — 0,5 га.
3. Экспозиция цветочно-декоративных многолетников — 2 га; интродукционный питомник — 0,02 га.
4. Экспозиция плодово-ягодных культур — 12 га; интродукционный питомник — 0,1 га.

Участки научной зоны, выделенные для экскурсионного обслуживания, находятся в экспозиции природной флоры (1,5 га), древесно-кустарниковых растений — 3 га, цветочно-декоративных многолетников — 1 га. Всего 5,5 га.
Мезо- и нанорельеф ботанического сада довольно разнообразен. На юго-западе он представлен чередующимися крупными (местами с выходами на дневную поверхность скальных пород) с пологими склонами, которые резко обрываются к пойме реки Быструха. Наиболее низкий пойменный участок тянется узкой полосой вдоль русла реки и представлен её задернованными выносами. Абсолютные высоты сада — 770—860 м.
Почвы на территории ботанического сада включают несколько разновидностей и хорошо сочетаются с рельефом. На пологих склонах залегают черноземовидные пылеватые суглинки (содержание общего гумуса 6,45 %), а на крутых — черноземовидные хрящеватые (содержание гумуса 5,17 %) и неразвитые суглинки (4,08 %). Почвы достаточно богаты азотом (127 кг/га), но испытывают недостаток в фосфоре.
Расположение в центре Евразии определяет резко континентальный климат с высокими суточными и сезонными колебаниями температуры. Лимитирующим фактором при интродукции растений в Алтайском ботаническом саду являются резкие перепады температур и влажности в течение года, сезона и суток. Особенность климатических условий региона влияет на сезонный ритм развития растений инорайонных таксонов.
Зима продолжительная, около 5-6 месяцев со средней температурой января −12,9 °C и абсолютным минимумом — 46-54 °C. Лето короткое и влажное. Средняя температура июля составляет +16,8 °C с абсолютным максимумом в +41,5 °C. Горный рельеф местности смягчает низкие температуры зимой и высокие летом, но является причиной ранних и поздних заморозков, сокращая продолжительность безморозного периода.
По данным Лениногорской метеостанции безморозный период — 51-139 дней. Устойчивая температура воздуха выше 5°- 169 дней, а выше 10° — 121 день. Сумма эффективных температур выше + 10°С составляет 1850°, выше -+ 15° С — 1850° С, выше +25° С −1225°С. Среднегодовое количество осадков колеблется от 432 до 937 мм с летним максимумом.
Растительность сада носит, в основном, лугово-степной характер, однако степные элементы здесь выражены слабо и приурочены главным образом к склонам южных экспозиций. Крутые и каменистые склоны более остепнены и их аспекты меняются несколько раз за лето. Ранней весной цветет прострел раскрытый, затем молочай крупнокорневой, василистник ложнотычинковый, астра альпийская, лабазник обыкновенный, земляника зелёная, а из кустарников — карагана древовидная, карагана кустарниковая, шиповник колючейший, таволга дубравколистная, таволга средняя, кизильник черноплодный, жимолость татарская, барбарис сибирский, сибирка алтайская. Во второй половине лета видовой состав цветущих растений бледнеет, и к осени склоны становятся серыми. Пологие склоны и низины заняты густым травостоем злаково-разнотравного состава с участием как лугово-степных, так и лугово-лесных элементов в зависимости от экспозиций.
В структуре Алтайского ботанического сада представлены следующие экспозиции: плодовый сад, природная флора, дендрарий, цветоводство.

## Деятельность
Проведение фундаментальных и прикладных исследований в области фитоинтродукции и ботаники для получения новых знаний о ценности растений, обогащения генофонда, разработка технологий размножения перспективных интродуцентов, организация и реализация режима «Особо охраняемой природной территории Республиканского значения» согласно законодательству РК. В настоящее время проводятся обширные грантовые проекты и научно-технические программы при финансовой поддержке Комитета науки МНВО РК. 

## Задачи и цели
Основная задача учёных Алтайского ботанического сада — разработка теоретических и практических вопросов распространения и акклиматизации растений, изучение биоэкологических особенностей их роста и развития в неблагоприятных почвенно-климатических условиях; создание и сохранение коллекций растений, охрана генофонда; изучение в культуре и разработка приемов возделывания наиболее хозяйственно-ценных видов и форм лекарственных, пищевых, декоративных растений природной и инорайонной флоры; разработка научных основ охраны и воспроизводства редких и исчезающих растений методом интродукции и реинтродукции; проведение учебно-педагогической и научно-просветительской работы в области экологии, биологии, охраны природы, растениеводства, декоративного садоводства и ландшафтной архитектуры. Ведётся разработка рекомендаций по их размножению и уходу, внедрение видов в различные отрасли народного хозяйства, создание научных основ разведения садов и парков, оказание практической помощи в озеленении населённых пунктов области. В Алтайском ботаническом саду около 4000 видов высших растений (из них 2000 видов относится к местной флоре).
Находится по адресу: 071300, улица Ермакова, 1, г. Риддер, Восточно-Казахстанская область.